# Тил — фронтові (монумент)
Пам'ятник «Тил — фронтові» (також «Тил і фронт»; рос. Тыл — фронту, рос. Тыл и фронт) — монумент пам'яті німецько-радянської війни в місті Магнітогорську. Автори: скульптор — Лев Миколайович Головницький, архітектор — Яків Борисович Білопольський. Матеріал — бронза, граніт. Пам'ятник відкрито 28-29 червня 1979 року.
Пам'ятник є двофігурною композицією робітника і воїна, що стоять на тлі Магнітогорського металургійного комбінату. Індустріальна панорама була органічною частиною художнього монументального ансамблю. Робочий спрямований на схід, у бік металургійного комбінату. Воїн — на захід, у бік, де під час війни був ворог. Під цим розуміється, що меч, викутий на березі Уралу, потім був піднятий Батьківщиною-матір'ю в Сталінграді й опущений після Перемоги в Берліні. У композицію також входить кам'яна квітка з карельського граніту із вічним вогнем. При будівництві комплексу на березі річки Урал було зведено 18-метровий пагорб. Основа пагорба укріплена залізобетонними палями. Статуї було виготовлено на Ленінградській виробні монументальних скульптур. Пам'ятник доповнюється двома трапеціями висотою у людський зріст, у яких барельєфом написані імена магнітогорців, отримали звання Героя Радянського Союзу у німецько-радянській війні. 9 травня 2005 року відбулося відкриття ще одного доповнення, виконаного у вигляді двох трикутних секцій, симетрично заповнених піднесеннями з граніту, на яких висічені імена магнітогорців, що загинули у війні (всього понад 14 000 прізвищ).